# حنان إبراهيم
حنان إبراهيم هي ناشطة اجتماعية صومالية، ورئيسة شبكة نساء بارنيت المسلمات .

## النشأة
نشأت في الصومال، وهي مسلمة وأم لثلاثة أطفال.
بعد اندلاع الحرب الأهلية في الصومال، انتقلت إلى المملكة المتحدة في عام 1998.

## السيرة المهنية
عملت حنان إبراهيم مع الشبكة النسائية المشتركة بين الأديان، والأخوات ضد التطرف العنيف، والحرس الوطني الأفريقي، والاتحاد النسائي من أجل السلام العالمي.
وأثناء وجودها في لندن أسست مجموعة  دعم الأسرة الصومالية (SFSG)؛ وهي منظمة غير حكومية تقدم خدماتها إلى الصوماليين في المملكة المتحدة  ومجتمع القرن الأفريقي على نطاق أَوسع. ويشجع هذا المنتدى الحوار والتفاهم بين الأديان، ويدعو إلى زيادة مشاركة  المرأة في مختلف القضايا، كما يقدم مجموعة متنوعة من الخدمات الاجتماعية؛  بما في ذلك مركز المشورة الأسرية، وحركات التوعية الصحية، والمساعدة في البحث عن عمل وورش اكتساب المهارات.
بالإضافة إلى ذلك فهي رئيسة شبكة نساء بارنيت المسلمات.
وقد أصبحت عضوةً في المجلس الاستشاري في المملكة المتحدة في عام 2008، مبادرة النساء بلا حدود. وهي أيضًا مشاركة في عدة منظمات ولجان أخرى مثل الفريق الاستشاري الحكومي الوطني للمرأة المسلمة، والمنتدى المجتمعي الوطني - وهو هيئة استشارية لإدارة المجتمعات المحلية .
وفي عام 2011، عينتها الحكومة الاتحادية الانتقالية في الصومال في لجنة الخبراء المكلفة بإعداد مشروع الدستور الجديد في البلاد وذلك استنادًا إلى معرفتها وخبرتها في القانون.

## الجوائز
نظرًا لإسهاماتها في المجتمع؛  حصلت حنان إبراهيم عام 2004 م على جائزة الملكة  للخدمة التطوعية.
ثم حصلت على جائزة السفير للسلام في عام 2009 م.
وفي عام 2010م أصبحت  أيضًا عضوًا في الإمبراطورية البريطانية MBE)) لعملها المجتمعي في مجموعة  دعم الأسرة الصومالية (SFSG).

## وصلات خارجية
·       المجلس الاستشاري للإنقاذ في المملكة المتحدة - حنان إبراهيم